# Municipio de Chesterfield (Nueva Jersey)
El municipio de Chesterfield (en inglés: Chesterfield Township) es un municipio ubicado en el condado de Burlington en el estado estadounidense de Nueva Jersey. En el año 2010 tenía una población de 7.699 habitantes y una densidad poblacional de 138,22 personas por km².

## Geografía
El municipio de Chesterfield se encuentra ubicado en las coordenadas 40°7′45″N 74°38′14″O / 40.12917, -74.63722.

## Demografía
Según la Oficina del Censo en 2000 los ingresos medios por hogar en el municipio eran de $85,428 y los ingresos medios por familia eran $91,267. Los hombres tenían unos ingresos medios de $50,305 frente a los $44,659 para las mujeres. La renta per cápita para la localidad era de $17,193. Alrededor del 1.8% de la población estaba por debajo del umbral de pobreza.